# Erlanger (Kentucky)
Erlanger é uma cidade localizada no estado americano de Kentucky, no Condado de Kenton.

## Demografia
Segundo o censo americano de 2000, a sua população era de 16.676 habitantes.
Em 2006, foi estimada uma população de 16.965, um aumento de 289 (1.7%).

## Geografia
De acordo com o United States Census Bureau tem uma área de
21,9 km², dos quais 21,6 km² cobertos por terra e 0,3 km² cobertos por água.

## Localidades na vizinhança
O diagrama seguinte representa as localidades num raio de 8 km ao redor de Erlanger.